# لولا (میسیسیپی)
لولا (به انگلیسی: Lula) شهرکی در ایالت میسیسیپی کشور ایالات متحده آمریکا است که جمعیت آن در سرشماری سال ۲۰۱۰ میلادی، ۲۹۸
نفر بوده‌است.